# Corneille de Lyon
Corneille de Lyon pseudonimo di Corneille de La Haye (L'Aia, tra il 1500 e il 1505 – Lione, 8 novembre 1575) è stato un pittore olandese, noto soprattutto per la sua attività di ritrattista.

## Biografia
Trasferitosi a Lione nel 1533, otto anni dopo ottenne il titolo di pittore del Delfino, il futuro Enrico II, e dopo essere diventato cittadino francese, nel 1569 si convertì al cattolicesimo.
La presenza di Corneille a Lione è attestata nel 1533 da due documenti: viene menzionato come pittore che ha decorato la città per l'entrata solenne della regina Eleonora; e un amico del pittore, il poeta latino Jean Second, racconta il loro incontro e la loro visita della città per vedere gli spettacoli fatti durante le feste reali.

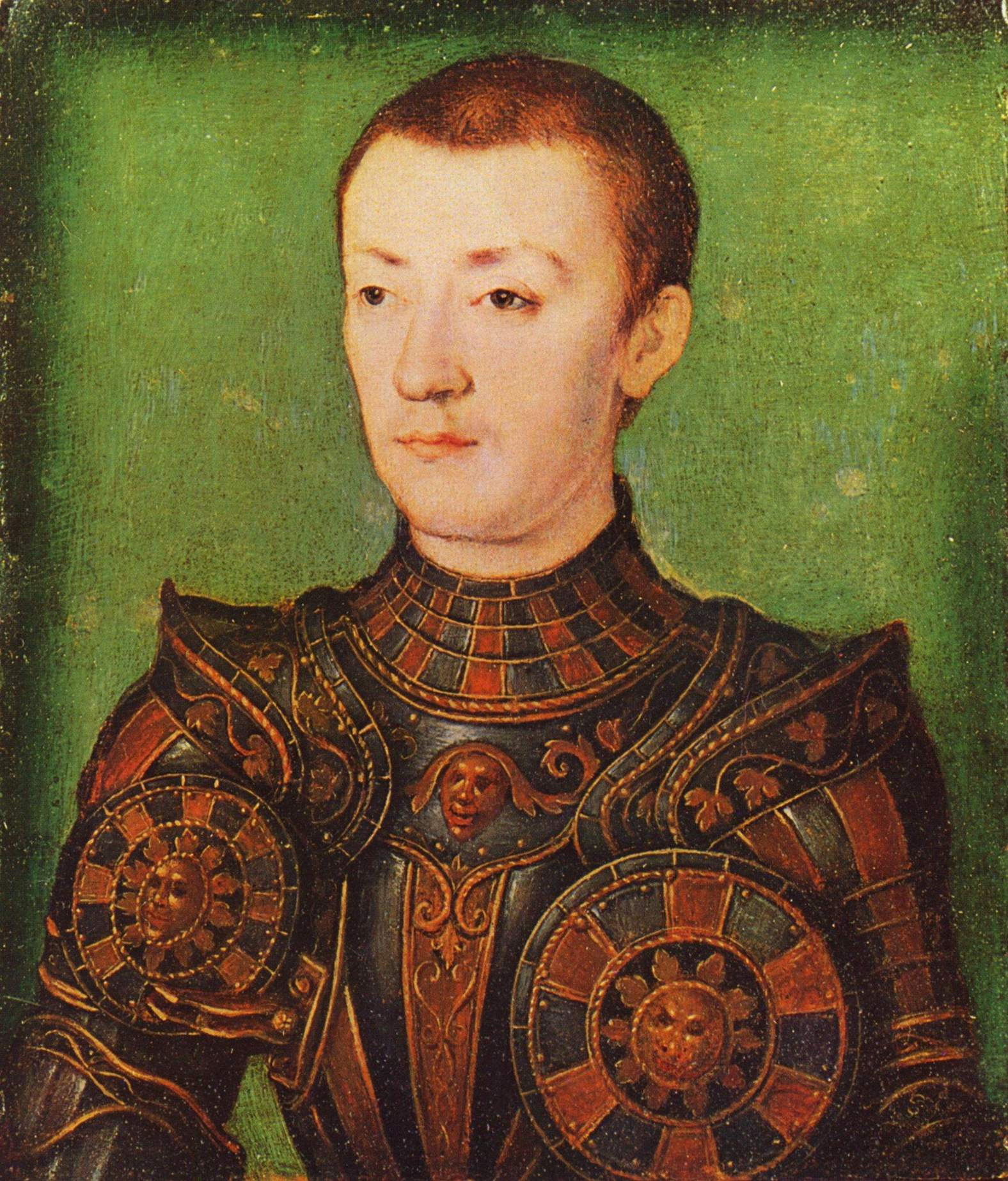
Ritratto di Enrico II di Francia circa 1536.

Sposò Marguerite Fradin prima del 1547. È figlia dello stampatore François Fradin, specializzato nella pubblicazione di libri 
legali, tra cui il Corpus juris civilis e il Corpus juris canonici. Importante figura della città, morì nel 1537. 
Il matrimonio di Corneille è probabilmente all'origine della sua domanda di naturalizzazione. In effetti, in quanto straniero, non paga le normali tasse urbane, ma in caso di morte, la sua proprietà viene sequestrata secondo la legge.
Corneille e Marguerite hanno quattro figlie, Clemence, Marguerite, Jane, Regne (o Renee) e due figli, Jacques e Christophe. Clemence è l'unica ragazza il cui matrimonio è noto. Sposa l'artista Jean Maignan, che è direttore della corporazione di pittori e scultori. Ha lavorato per diversi ingressi reali, tra cui quello di Enrico IV nel 1595 e quello di Maria de' Medici nel 1600. È anche noto come architetto e ha lavorato nella chiesa di Saint-Bruno-les-Chartreux a Lione. Gli altri due figli sono pittori come il loro padre, ma non lo seguono nella carriera di ritrattista. Attraverso i suoi figli, Corneille fondò una linea di discendenza di pittori lionesi fino alla fine del XVII secolo.
Esaltato dai suoi contemporanei grazie ai numerosi ritratti degli esponenti della Casa Reale, elogiato in un sonetto del 1544 dal poeta Eustorge de Beaulieu, che lodò la verosimiglianza dei suoi ritratti, ancora oggi per la critica moderna la sua mole di opere è avvolta in un mistero, in quanto la sua vasta produzione, raccolta nel 1600 da Roger de Gaignères non appare completamente uniforme a causa dei numerosi collaboratori che lo aiutarono a soddisfare le tante richieste.
Inoltre i quadri dell'atelier di Corneille de Lyon sono privi di disegni preparatori e quindi gli storici fecero riferimento al diario dell'ambasciatore veneto Capelli, che descrisse i ritratti nelle loro peculiari dimensioni, ridotte rispetto alla media di quelli contemporanei.
Tra le caratteristiche principali vi è senza dubbio il grande risalto dei visi, sproporzionati rispetto a tutto il resto, che emergono su sfondi tipicamente verdi o blu. Il pittore non perseguì tanto la somiglianza, quanto la ricerca di un modello ideale, conservando una qualità pregevole dell'intera opera.
Il Louvre e il Metropolitan Museum of Art di New York conservano un buon numero di opere di Corneille, tra le quali menzioniamo il ritratto del poeta Marot (1540), caratterizzato dallo sguardo sognante, non proprio concordante con la dissolutezza dell'autore, oltre a quello di Jacqueline de Rohan-Gié (1540) e di Gabrielle de Rochechouart (1547).
Morì nel 1575 e fu sepolto l'8 novembre nel convento dei Giacobini, insieme alla moglie.

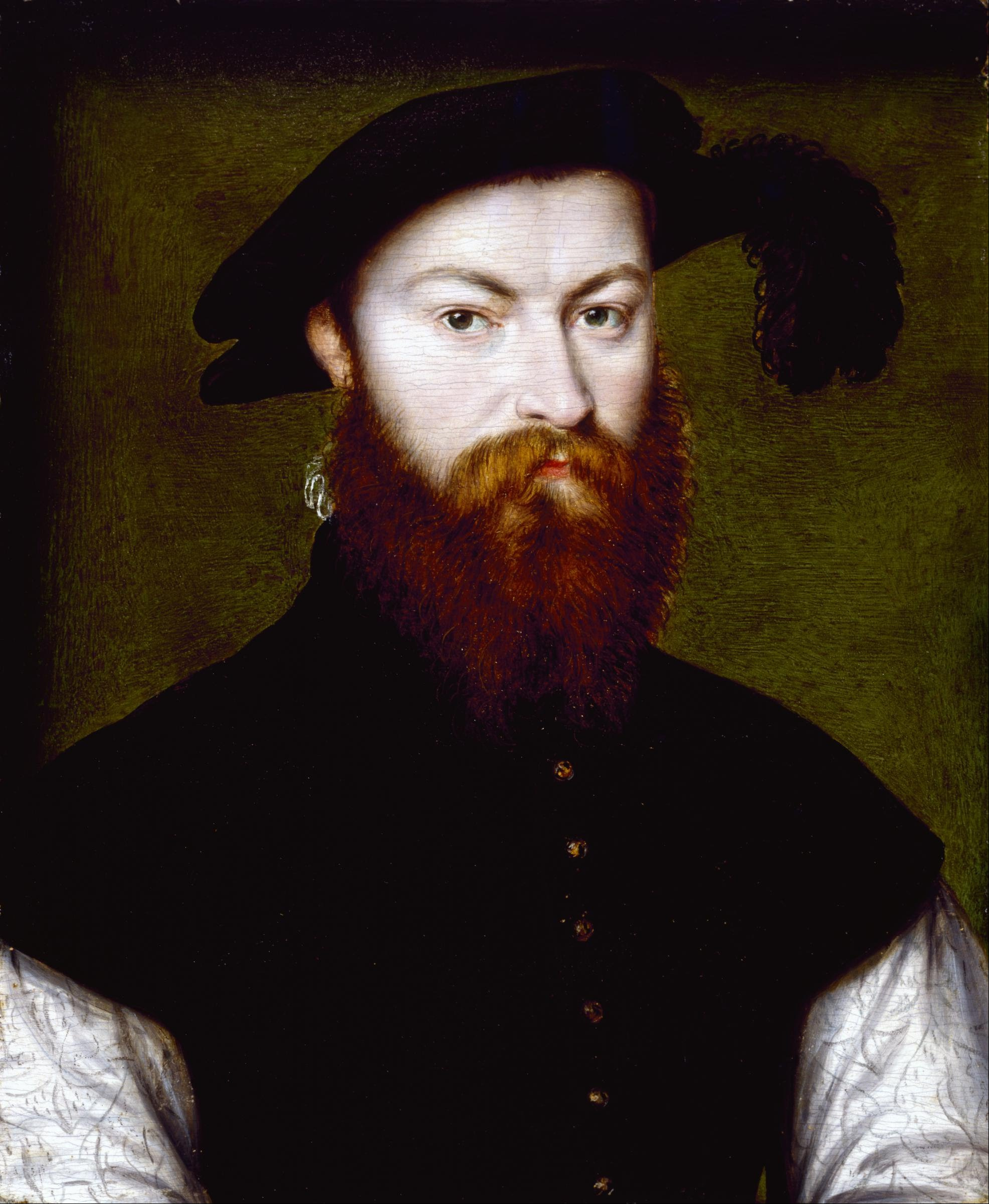
René de Batarnay, Comte du Bouchage, Houston Museum of Fine Arts.
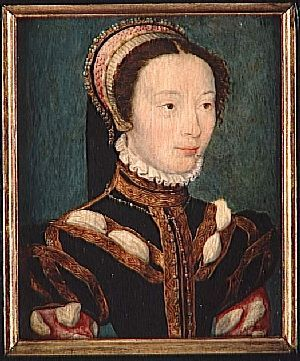
Jeanne van Halewijn, sposa di François de Montmorency
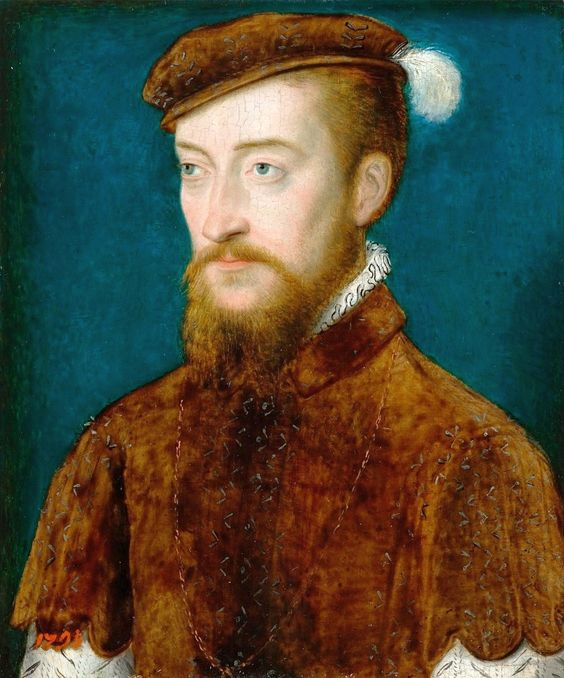
Ritratto d'Antoine de Bourbon, 1548, Castello Reale di Varsavia
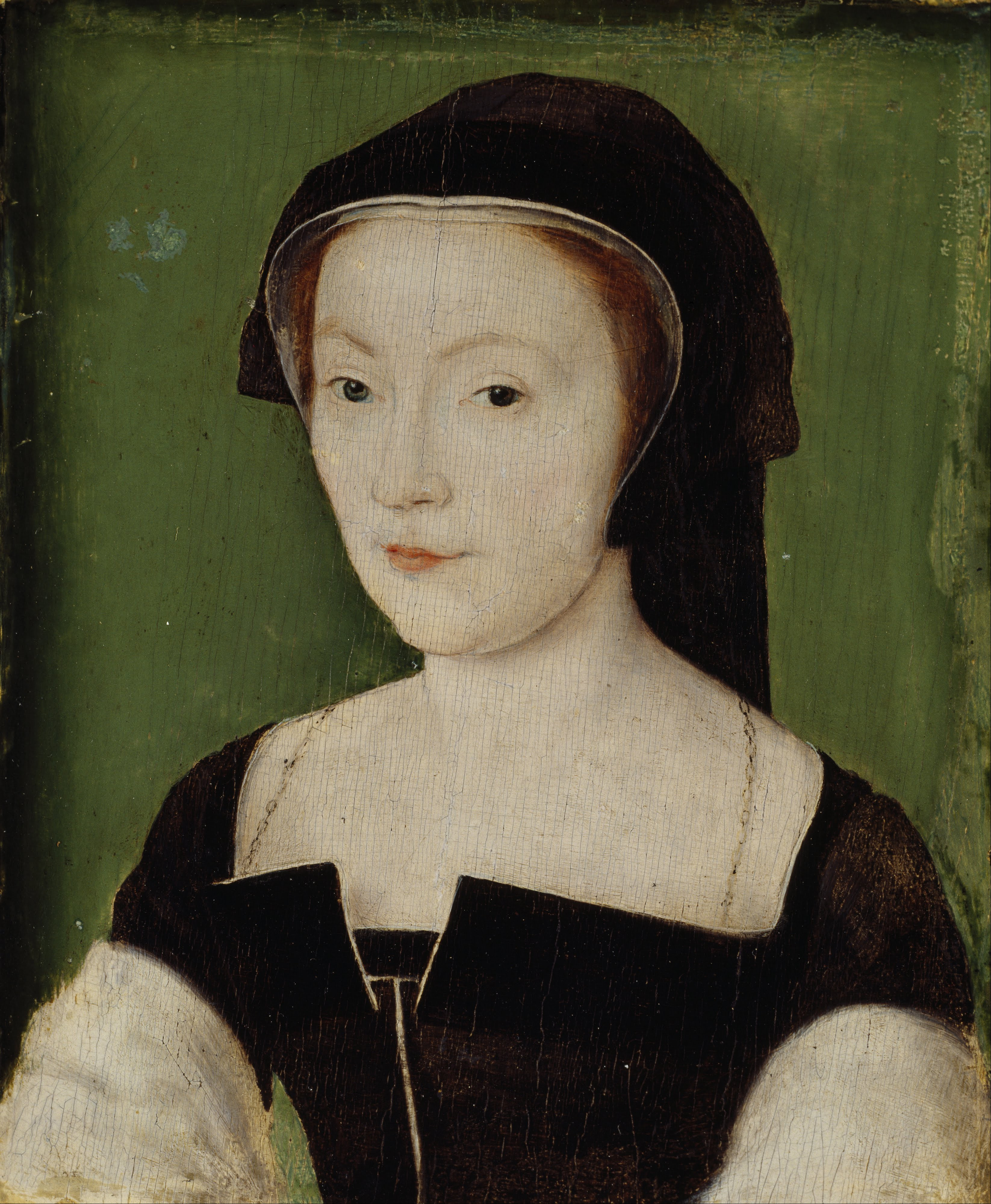
Marie de Guise, verso 1537, Scottish National Portrait Gallery
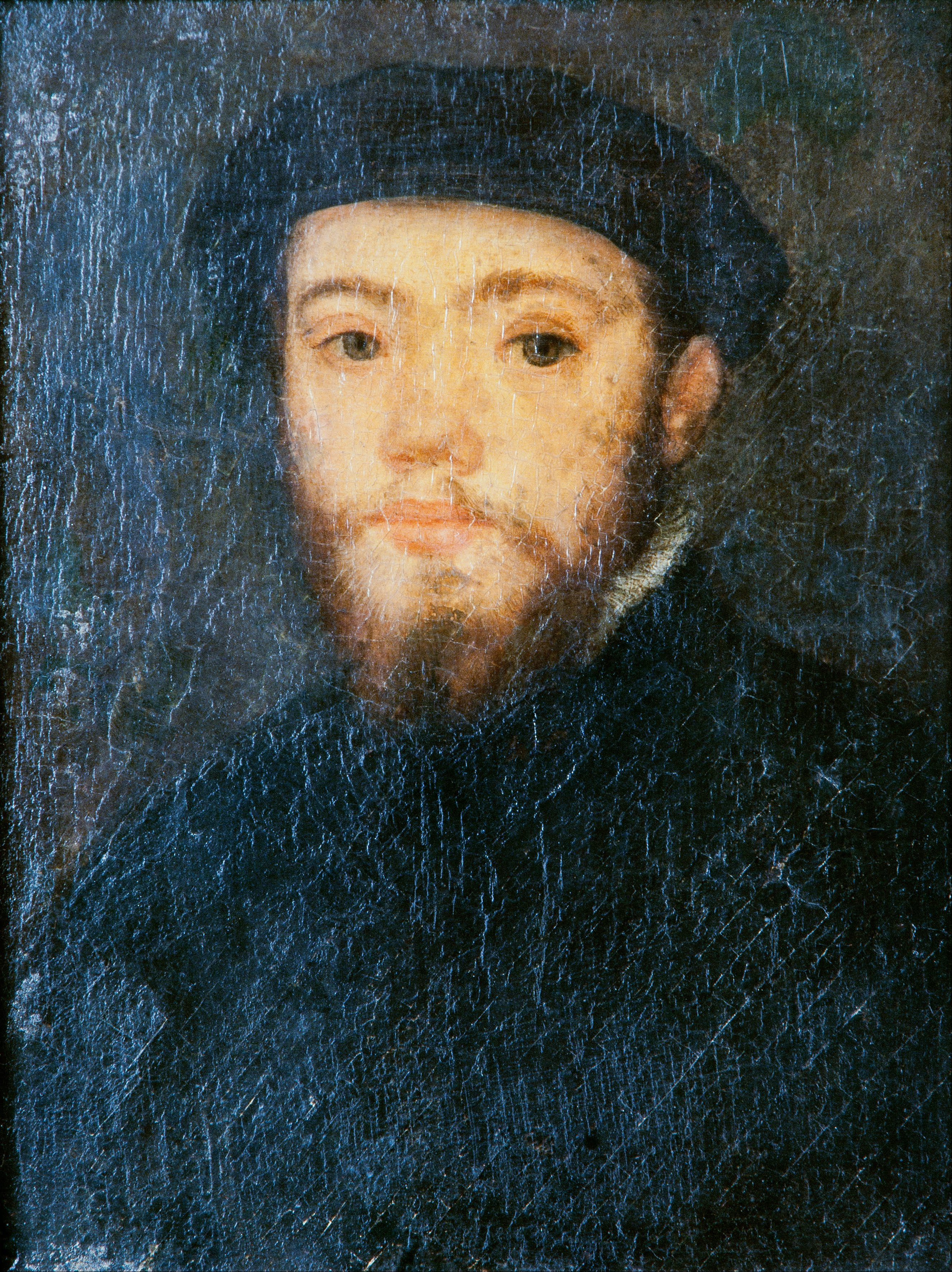
Ritratto di un uomo, Hallwyl Museum
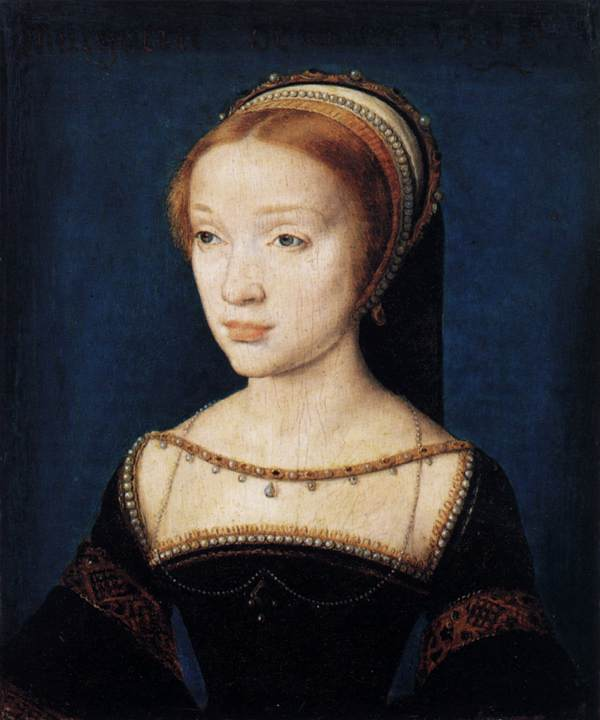
Jacqueline de Rohan, Berlino, Gemäldegalerie
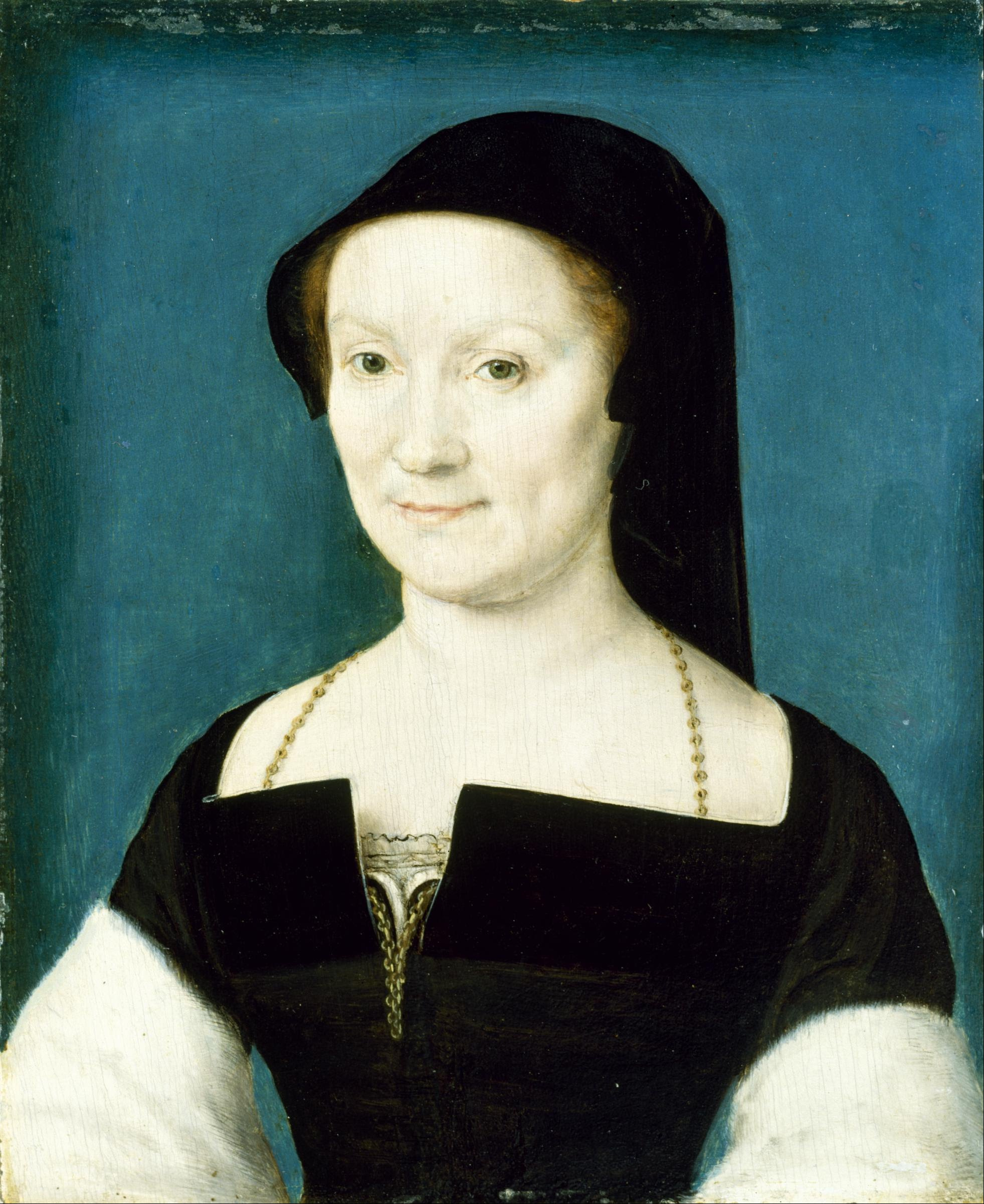
La contessa di Bouchage, Houston Museum of Fine Arts
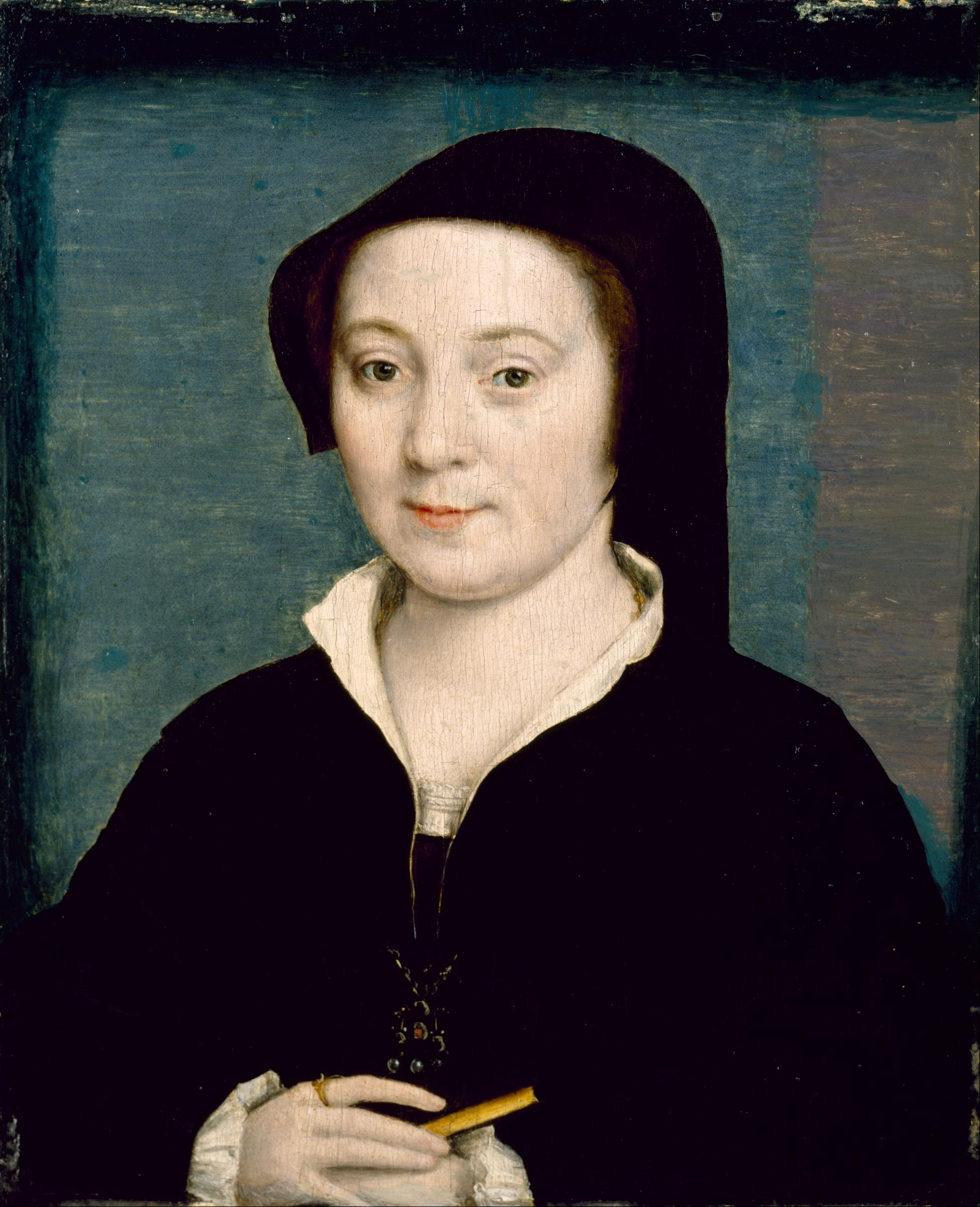
Marie de Batarnay, Houston Museum of Fine Arts
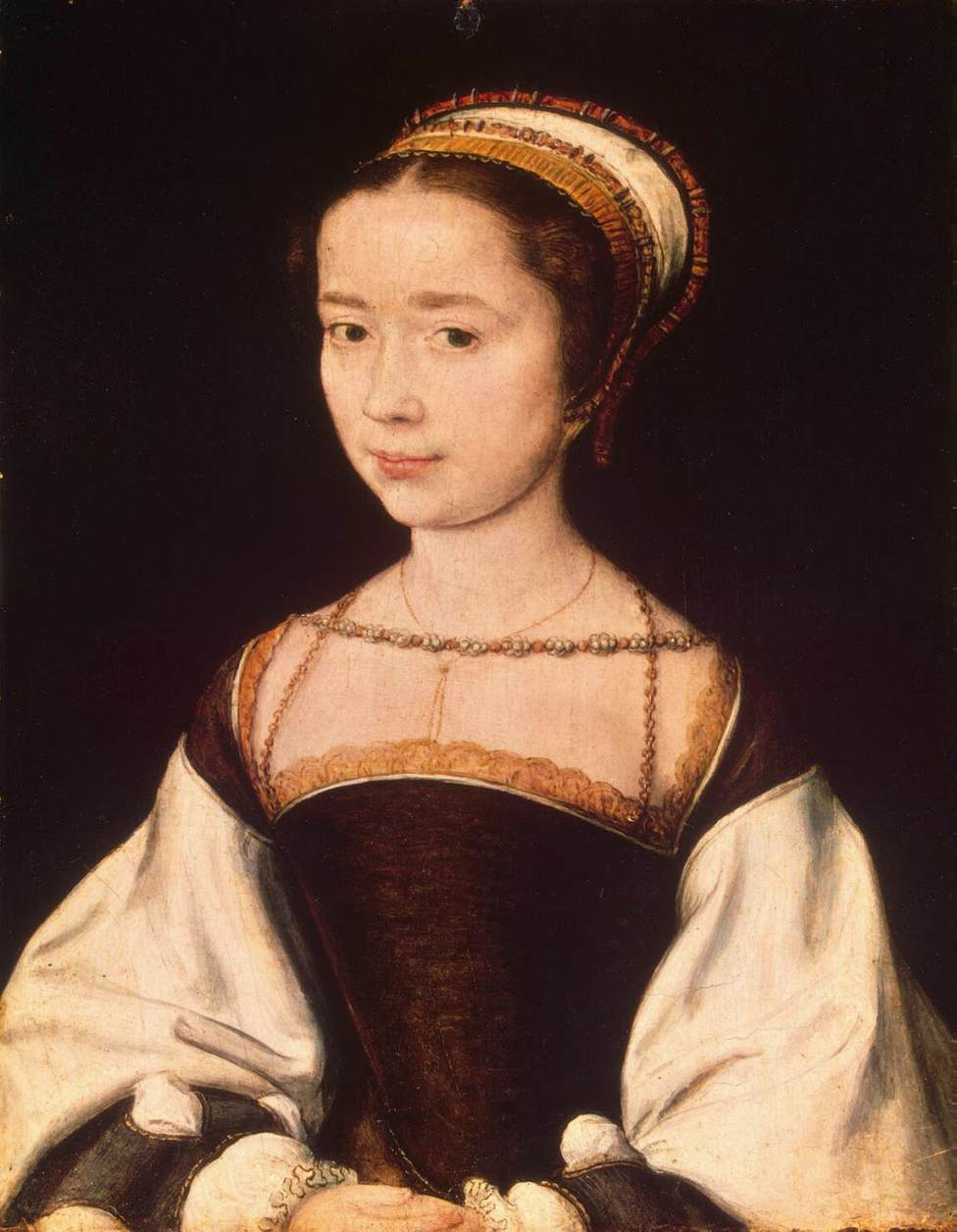
Ritratto di una sconosciuta, San Pietroburgo, Ermitage
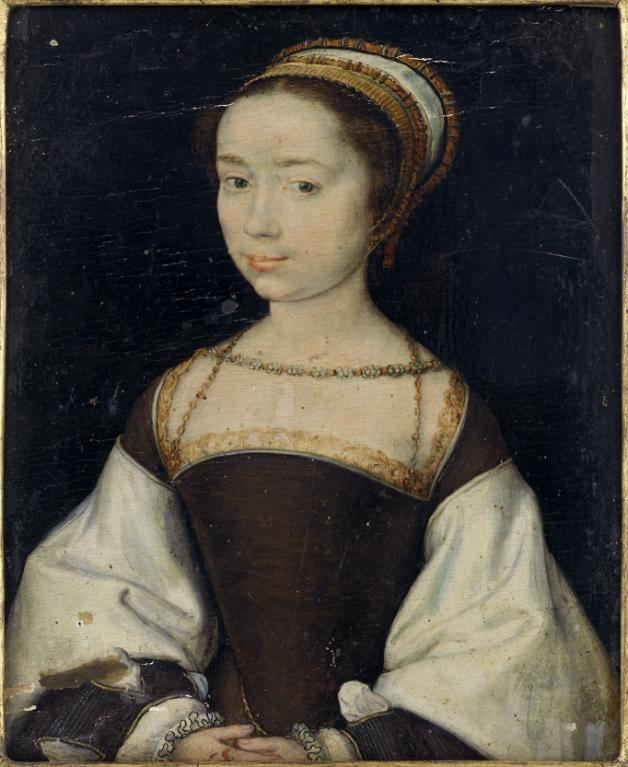
Ritratto di una sconosciuta, 1536, Lione, Museo di arti decorative
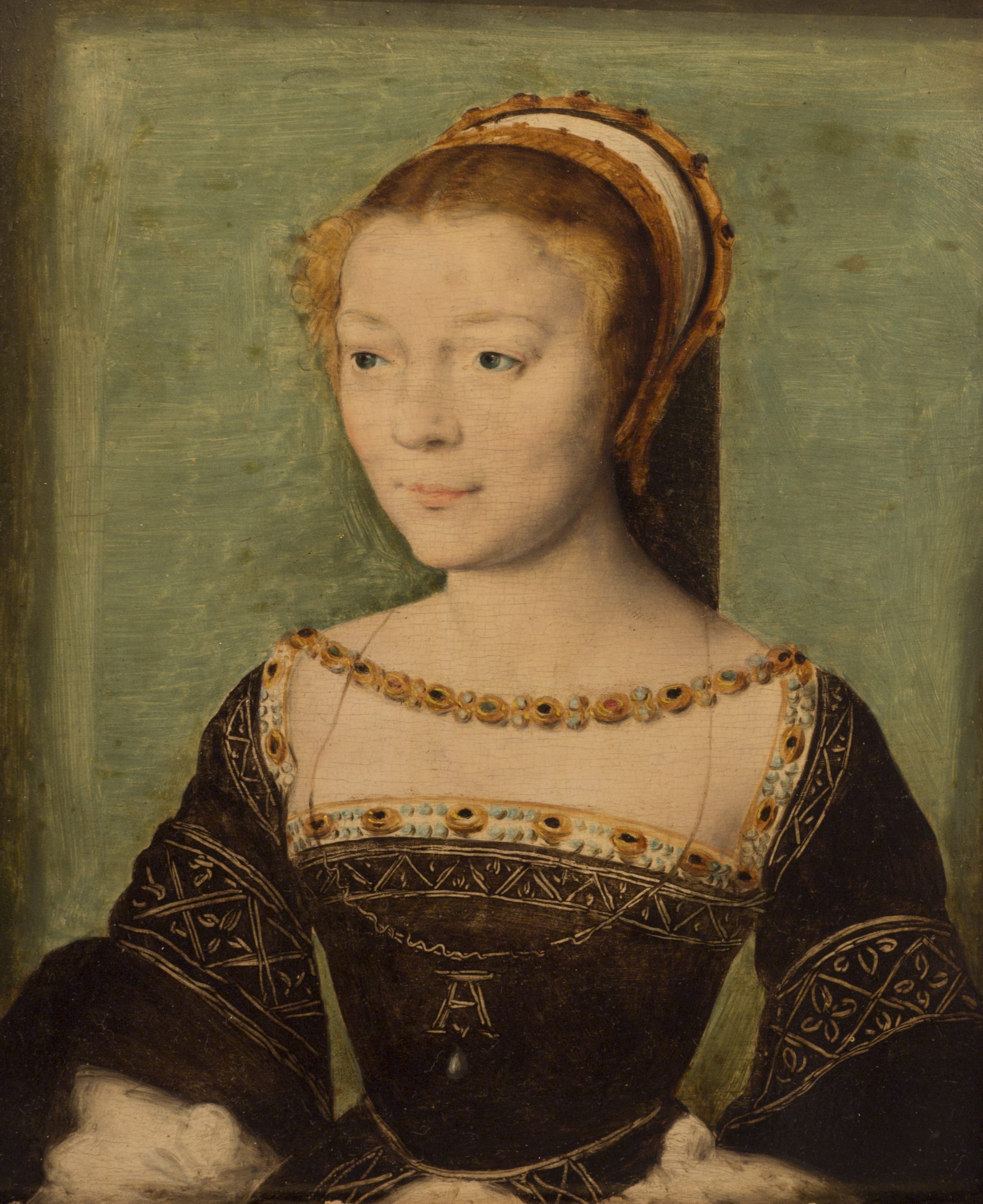
Anne de Pisseleu, duchessa d'Étampes, 1535-1540, New York, Metropolitan Museum of Art.
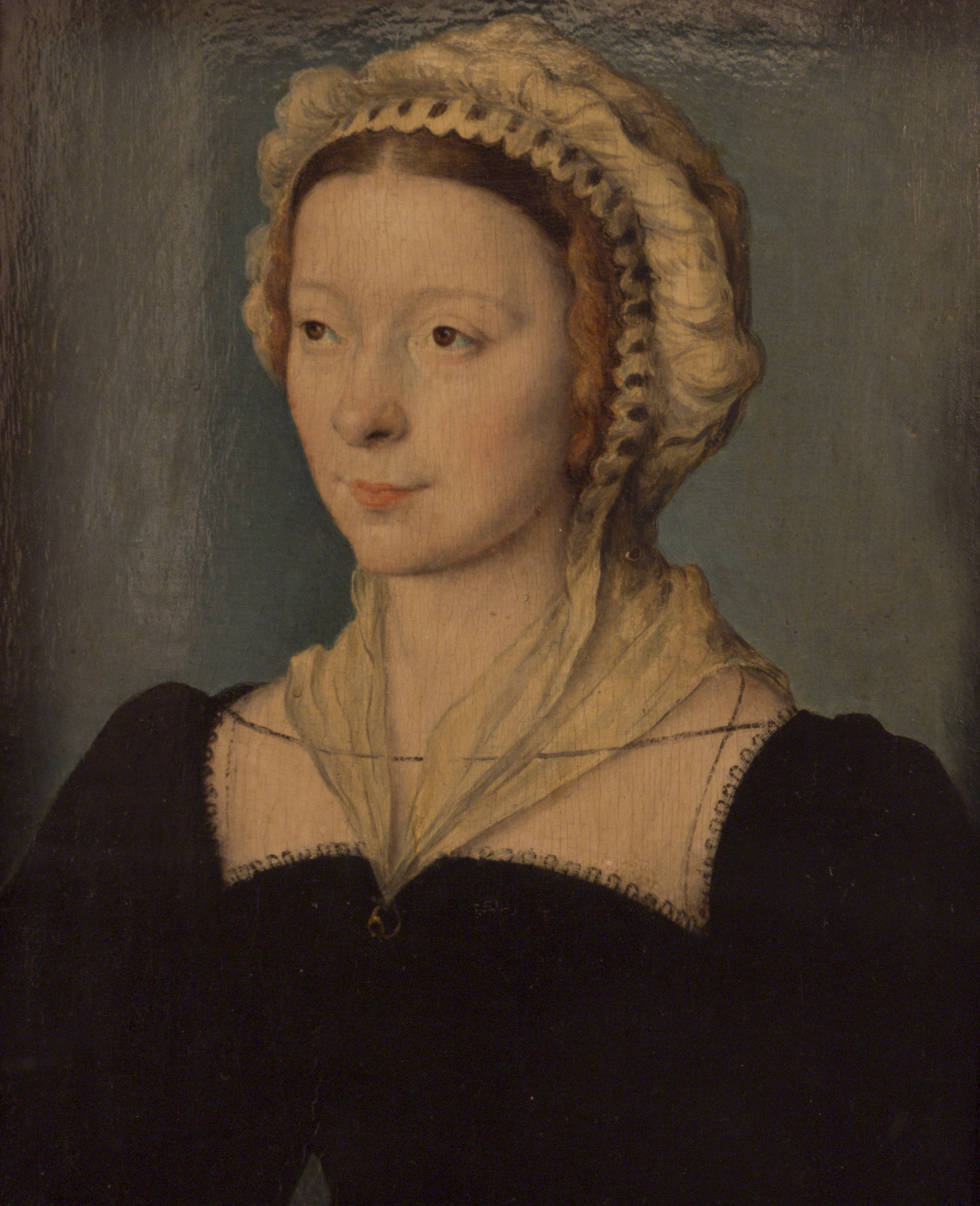
Béatrix Pacheco, contessa d'Entremont, 1533, Versailles
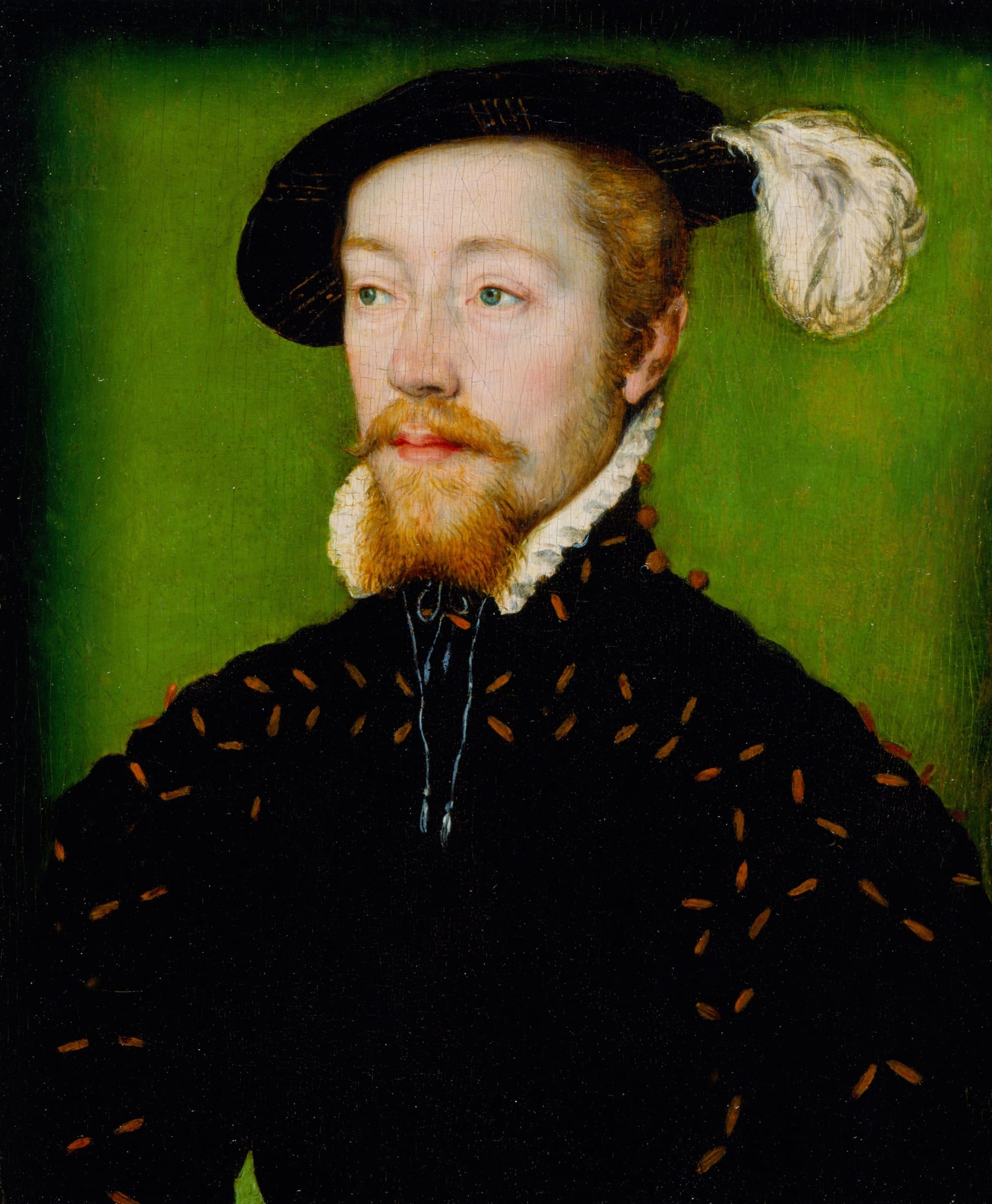
Ritratto di Giacomo V di Scozia, 1536 circa, collezione privata.

## Opere

### Alla Galleria di Palazzo Bianco, Genova
- Ritratto virile

### Al Museo del Louvre
- Charles de la Rochefoucaud, 1550-1555
- Ritratto presunto di Clément Marot, 1536-1537
- Ritratto di Jean IV de Brosse, duca d'Etampes
- Ritratto di Jacqueline de La Queille
- Ritratto di Jacques Bertaut, verso 1540

### Al Museo Condé de Chantilly
- Ritratto di Gabrielle de Rochechouart, verso 1558
- Ritratto presunto di Gabrielle de Rochechouart, dama di Lansac, verso 1558
- Caterina de' Medici
- Francesco, delfino, futuro Francesco II
- Marguerite di Francia, futura duchessa di Savoia

### Al Brooklyn Museum
- Il conte di Nanteuil, 1536,
- Sconosciuto, 1530
- Ritratto di un uomo che apre un pacco, 1550
- Ritratto di donna, 1553-1557
- Ritratto di un uomo con barba bruna,1545-1555
- Ritratto di un uomo in costume nero
- Ritratto di un uomo, che si dice sia Théodore de Bèze
- Ritratto di una giovane donna, 1555-1565
- Ritratto di un uomo,  1545-1560
- Ritratto di gentiluomo con medaglione, 1550
- Ritratto di un monaco, 1550